# Khairul Nizam
Mohammad Khairul Nizam bin Mohammad Kamal (25 giugno 1991) è un ex calciatore singaporiano, di ruolo attaccante.

## Statistiche

### Cronologia presenze e reti in nazionale
| Cronologia completa delle presenze e delle reti in nazionale ― Qatar | Cronologia completa delle presenze e delle reti in nazionale ― Qatar | Cronologia completa delle presenze e delle reti in nazionale ― Qatar | Cronologia completa delle presenze e delle reti in nazionale ― Qatar | Cronologia completa delle presenze e delle reti in nazionale ― Qatar | Cronologia completa delle presenze e delle reti in nazionale ― Qatar | Cronologia completa delle presenze e delle reti in nazionale ― Qatar | Cronologia completa delle presenze e delle reti in nazionale ― Qatar |
| Data                                                                 | Città                                                                | In casa                                                              | Risultato                                                            | Ospiti                                                               | Competizione                                                         | Reti                                                                 | Note                                                                 |
| -------------------------------------------------------------------- | -------------------------------------------------------------------- | -------------------------------------------------------------------- | -------------------------------------------------------------------- | -------------------------------------------------------------------- | -------------------------------------------------------------------- | -------------------------------------------------------------------- | -------------------------------------------------------------------- |
| 28-8-2015                                                            | Doha                                                                 | Qatar                                                                | 4 – 0                                                                | Singapore                                                            | Amichevole                                                           | -                                                                    | 52’                                                                  |
| 3-9-2015                                                             | Mascate                                                              | Siria                                                                | 1 – 0                                                                | Singapore                                                            | Qual. Mondiali 2018                                                  | -                                                                    | 77’                                                                  |
| 8-10-2015                                                            | Singapore                                                            | Singapore                                                            | 1 – 0                                                                | Afghanistan                                                          | Qual. Mondiali 2018                                                  | 1                                                                    |                                                                      |
| 29-3-2016                                                            | Teheran                                                              | Afghanistan                                                          | 2 – 1                                                                | Singapore                                                            | Qual. Mondiali 2018                                                  | -                                                                    | 73’                                                                  |
| 28-5-2017                                                            | Riffa                                                                | Bahrein                                                              | 0 – 0                                                                | Singapore                                                            | Qual. Coppa d'Asia 2019                                              | -                                                                    | 10’                                                                  |
| 10-6-2017                                                            | Singapore                                                            | Singapore                                                            | 1 – 2                                                                | Taipei cinese                                                        | Qual. Coppa d'Asia 2019                                              | -                                                                    | 79’                                                                  |
| 13-6-2017                                                            | Singapore                                                            | Singapore                                                            | 2 – 0                                                                | Argentina                                                            | Amichevole                                                           | -                                                                    | 65’                                                                  |
| 14-11-2019                                                           | Doha                                                                 | Qatar                                                                | 2 – 0                                                                | Singapore                                                            | Amichevole                                                           | -                                                                    | 72’                                                                  |
| 19-11-2019                                                           | Al Muharraq                                                          | Yemen                                                                | 1 – 2                                                                | Singapore                                                            | Qual. Mondiali 2022                                                  | -                                                                    | 53’                                                                  |
| Totale                                                               |                                                                      | Presenze                                                             | 9                                                                    |                                                                      | Reti                                                                 | 1                                                                    |                                                                      |